# Voigtstedt
Voigtstedt è un comune di 969 abitanti della Turingia, in Germania.
Appartiene al circondario del Kyffhäuser (targa KYF) ed è parte della comunità amministrativa (Verwaltungsgemeinschaft) di Mittelzentrum Artern.